# Cyphellophora laciniata
Cyphellophora laciniata är en svampart som beskrevs av G.A. de Vries 1962. Cyphellophora laciniata ingår i släktet Cyphellophora och familjen Chaetothyriaceae.   Inga underarter finns listade i Catalogue of Life.